# Thomas Shardelow
Thomas Shardelow (né le 11 novembre 1931 à Durban et mort le 3 juillet 2019) est un coureur cycliste sud-africain. Il a participé aux Jeux olympiques de 1952 et 1956. En 1952, il a obtenu deux médailles d'argent, au tandem et en poursuite par équipes.

## Palmarès

### Jeux olympiques
- Helsinki 1952
  -  Médaillé d'argent du tandem
  -  Médaillé d'argent de la poursuite par équipes
- Melbourne 1956
  - 5e de la vitesse
  - 5e du tandem

### Jeux du Commonwealth
- Vancouver 1954
  -  Médaillé de bronze de la vitesse